# 山本由也
山本 由也（やまもと よしや、1956年7月8日 - ）は、日本の人形師。
演出・操演・舞台美術、人形作家として人形の美術デザイン、設計、製作を手掛ける。

## 経歴
北海道生まれ。
高校卒業後、日本の伝統的な糸操り人形の技と美を究めた人形劇団「竹田人形座」(東京都無形文化財)に入る。
竹田扇之助･竹田喜之助の両氏から操演と人形製作を学んだ後、1982年「かわせみ座」(東京・杉並区)を創立。劇団代表。
今日に至るまですべての人形のデザイン、設計、製作を手掛けている。
自然な動きを可能にするために、糸操り人形と棒遣い人形の融合とでも言うべきオリジナルの人形構造を備えている。
近年は個人での活動も多く、様々な分野のアーティストとジャンルを超えて、新作を発表し続けている。
2013年からは毎年「劇人形展」を開催し、これまで創作してきた人形を展示している。
更に「劇人形展」期間中には、様々な幅広いジャンルのミュージシャンやアーティストと、コラボレーションライブを行っている。2019年3月から新宿区「絵空箱」で『Session Yoshiya』として18ステージを開催。

## 主な作品
『silent poems』（1982年）
『まぬけなリュウの話』（1990年）
『ことばのないおもちゃ箱』（1996年）
『バーレルセルの森にて』（1997年）
『まほろばのこだま』（2000年）
『リュウのオールド』（2003年）
『竜になった子ねずみの話』（2003年）
『バッパカ・バーバ「チビリュウ迷路」に住まないで 』（2007年）
『暮るるを慕う桜の木陰 』（2008年）
『ぽえピュア』（2009年）
『Moon Spirits』（2010年）
『ののさま幻想譜』（2011年）
『人形たちの棲むところ』（2012年）

## 主な受賞歴
- 1991年 中央児童福祉審議会特別推薦作品賞受賞
- 1996年 東京都最優秀児童演劇選定（社）日本児童演劇協議会個人賞受賞
- 1996年 ハンガリーBEKESCSABA国際人形劇フェスティバル最優秀賞受賞
- 2000年 東京2000年祭「千年文化芸術祭」入選作品賞受賞
- 2000年 中央児童福祉審議会特別推薦作品賞受賞
- 2003年 厚生労働省　社会保障審議会推薦作品賞受賞
- 2009年 厚生労働省　社会保障審議会推薦作品賞受賞
- 2012年 中国　ウニマ・世界人形劇フェスティバル　優秀作品賞受賞

## 主な海外公演
- 2001年 アメリカ（セントポール）インターナショナル・チルドレンズ・フェス（招待公演）
- 2002年 香港アートフェスティバル（招待公演）
- 2002年 モロッコ・チュニジア・イスラエル公演（日本大使館・国際交流基金主催公演）
- 2003年 韓国ソウル・チョンドン・シアター公演
- 2005年 イタリア（ラヴェンナ、カンピリアマリッティマ）・スコットランド（エジンバラ）公演
- 2007年 香港・アジア人形劇シリーズ公演
- 2008年 メキシコ、セルヴァンティーノ国際芸術祭（グアナファト、レオン、メキシコシティー）
- 2012年5月 中国（成都・南充）ウニマ・世界人形劇フェスティバル（招待公演）
- 2013年6月 アメリカ・ナッシュビル国際人形劇フェスティバル2013（招待公演）
- 2015年6月 リトアニア（カウナス）・エストニア（タリン）国際人形劇フェスティバル2015（招待公演）
- 2016年5月 アメリカ・ナッシュビル国際人形劇フェスティバル2016（招待公演）